# 穆希卡
穆希卡（西班牙語：Múgica）是西班牙巴斯克自治区比斯开省的一个市镇。总面积50平方公里，总人口1320人（2001年），人口密度26人/平方公里。